# Mlese (Cawas)
Mlese is een bestuurslaag in het regentschap Klaten van de provincie Midden-Java, Indonesië. Mlese telt 2123 inwoners (volkstelling 2010).